# Panaimarathupatti
Panaimarathupatti es una ciudad y nagar Panchayat situada en el distrito de Salem en el estado de Tamil Nadu (India). Su población es de 10809 habitantes (2011). Se encuentra a 12 km de Salem y a 59 km de Erode.

## Demografía
Según el censo de 2011 la población de Panaimarathupatti era de 9368 habitantes, de los cuales 4663 eran hombres y 4705 eran mujeres. Panaimarathupatti tiene una tasa media de alfabetización del 75,17%, inferior a la media estatal del 80,09%: la alfabetización masculina es del 82,78%, y la alfabetización femenina del 67,68%.